# Seli (Tallinn)
Seli is een subdistrict of wijk (Estisch: asum) in het stadsdistrict Lasnamäe in Tallinn, de hoofdstad van Estland. De wijk telde 12.559 inwoners op 1 januari 2020. De wijk grenst vanaf het noorden met de wijzers van de klok mee aan de wijken Priisle, Väo en Mustakivi.
Op het grondgebied van de wijk lag vroeger een landgoed met de naam Seli. De oorsprong van de naam is echter onduidelijk.

## Geschiedenis

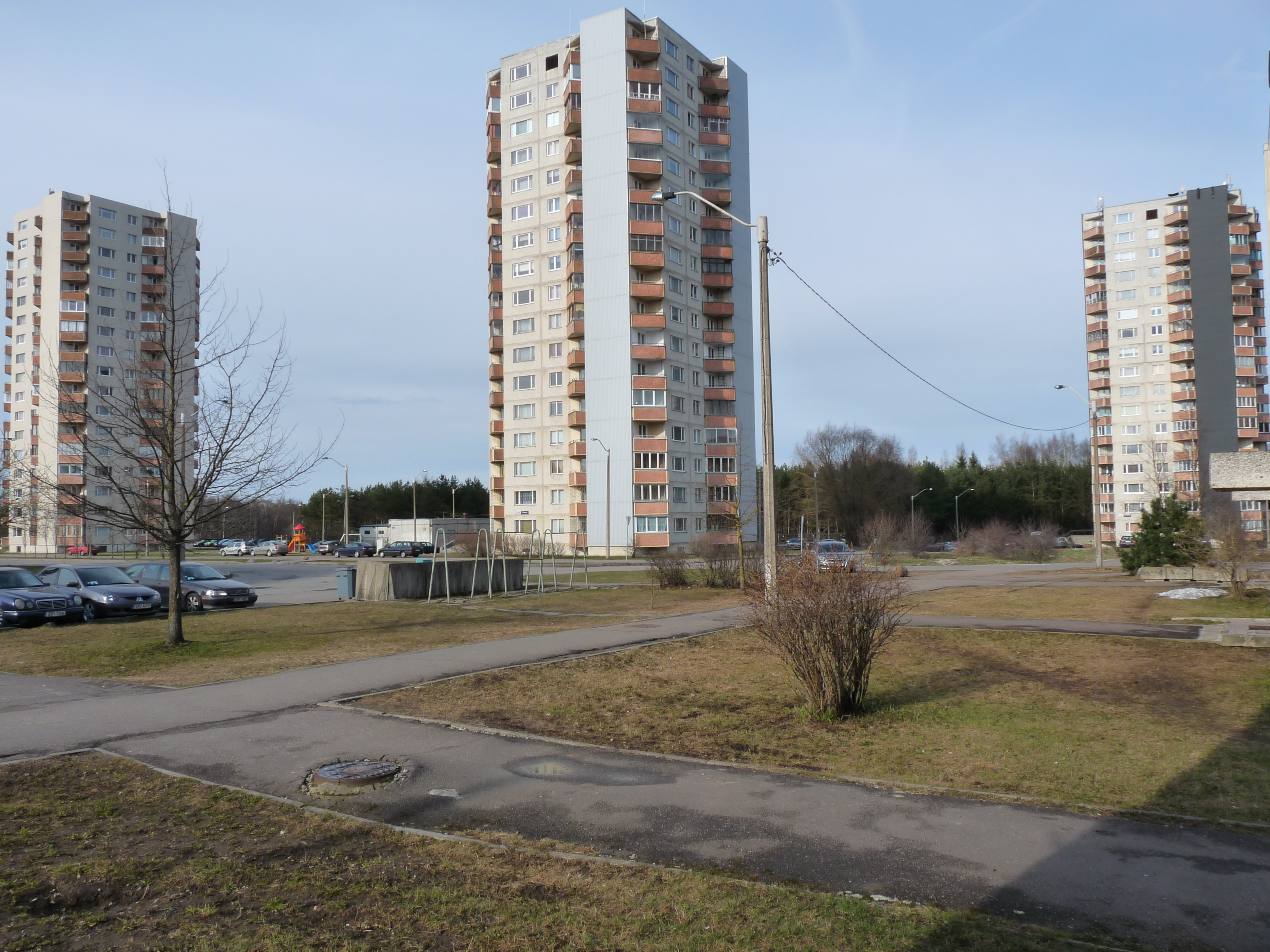
Hoogbouw in Seli

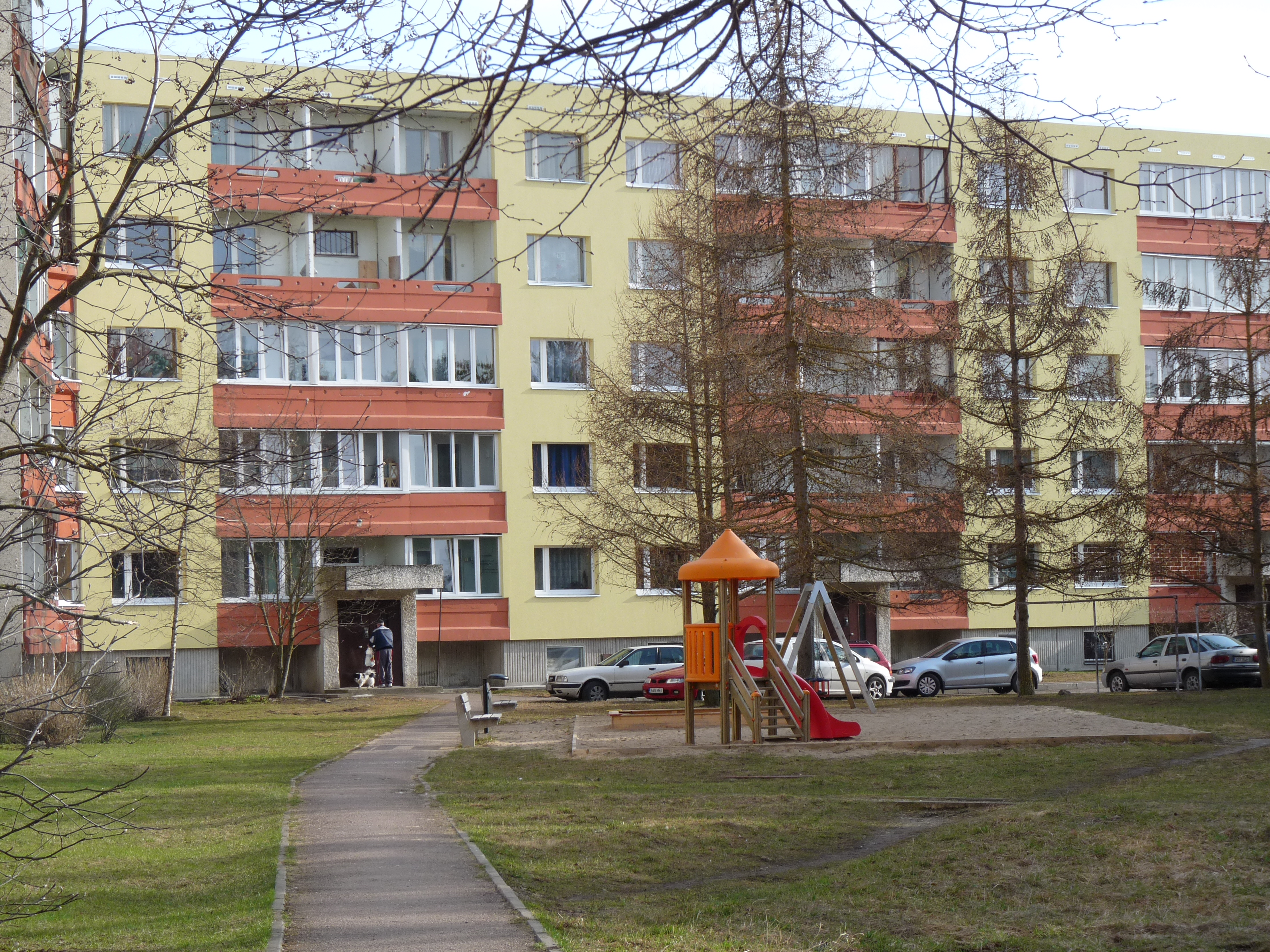
Speelplaats tussen de flats

Seli behoort tot het noordelijke deel van Lasnamäe. Dit deel is in de jaren zeventig en tachtig van de 20e eeuw volgebouwd met flatwijken in de vorm van kleine groepjes geprefabriceerde huizenblokken (microdistricten), onderling gescheiden door doorgaande wegen. In Seli varieert het aantal woonlagen van de flats tussen vijf en zeventien. De hoogbouw was bedoeld voor de vele immigranten van buiten Estland die zich in Tallinn vestigden, het grootste deel van hen Russen.
Na het herstel van de Estische onafhankelijkheid in 1991 zijn veel flats opgeknapt en overgeschilderd in vrolijke kleuren.

## Voorzieningen
Enkele bedrijven die in Seli gevestigd zijn, zijn Neste Oil, dat biodiesel produceert, en Melit Ap, dat in tractoren handelt.
De wijk heeft een supermarkt van de (van oorsprong Litouwse) keten Maxima Group, de Ümera Maxima, gelegen aan de straat Ümera tänav. Er is ook een judoschool.
In het oosten van de wijk ligt een zwerfsteen, de Maasepa kivi. Hij is een beschermd monument. Aan de Ümera tänav ligt een klein bos, het Seli mets.

## Vervoer
De Peterburi tee vormt de zuidgrens van de wijk. Die weg gaat buiten de gemeentegrens van Tallinn over in de Põhimaantee 1, de snelweg tussen Tallinn en Narva. In Seli eindigt de brede verkeersweg Laagna tee, die dwars door Lasnamäe loopt. De weg maakt een bocht en heet daarna Rahu tee. De Rahu tee, die langs de grens met Priisle loopt, komt uit op de Peterburi tee.
Seli wordt bediend door een aantal buslijnen.